# Die Versuchung des Heiligen Antonius (Hieronymus Bosch)
Die Versuchung des Heiligen Antonius ist ein um 1500 mit Ölfarben auf Holz gemaltes Triptychon von Hieronymus Bosch, das unter der Inventarnummer 1498 seit 1913 im Museu Nacional de Arte Antiga in Lissabon (1. Stock, Saal 61) ausgestellt ist. Es misst 131,5 mal 119 cm (Mittelteil) und 131,5 mal 53 cm (Außenflügel).

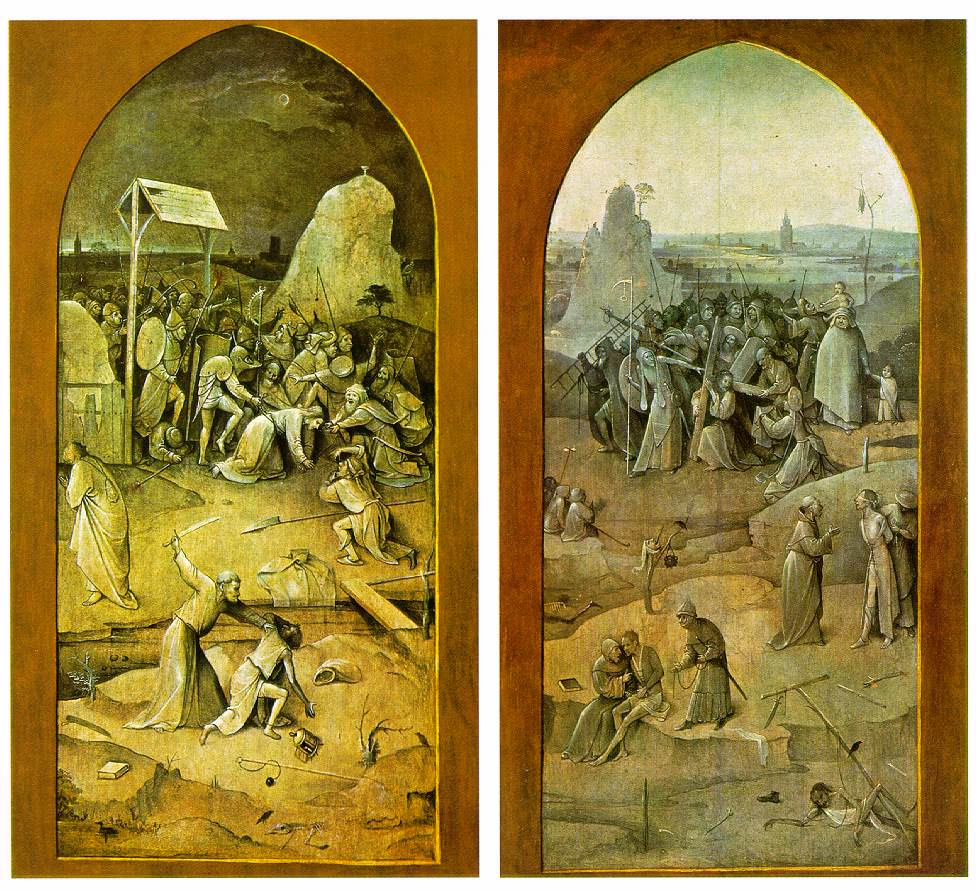
Rückseite der beiden äußeren Tafeln, Außenseite

| The left panel: The Flight and Failure of St. Anthony | The center panel: The Temptation of St. Anthony | The right panel: St. Anthony in Meditation |

## Bedeutung und Entstehungsgeschichte
In dem dreiteiligen, anspielungsreichen Altarbild interpretiert Hieronymus Bosch das beliebte Thema der Versuchung des Heiligen Antonius, eine Legende über Antonius den Großen, die von dem Bischof, Theologen und Kirchenhistoriker Athanasius Mitte des 4. Jahrhunderts in seiner Vita Antonii aufgezeichnet wurde. Mit der biografischen Erzählung wollte dieser ein mönchisches Leben idealtypisch nachzeichnen. Da Bosch ins Zentrum des Bildgeschehens einen Hexensabbat rückt, wird spekuliert, er könne vom 1486 erstmals in Speyer (ein Jahr später in Straßburg) erschienenen Hexenhammer inspiriert worden sein, einer Streit- und Gerichtsschrift des Dominikanermönchs und fanatischen Hexenverfolgers Heinrich Kramer. Dieser zählte vermeintlich „untrügliche“ Kennzeichen dämonischer Gestalten auf und trug sehr zur Ausbreitung des Aberglaubens bei.

## Interpretation
Der Mönch Antonius ist auf jeder der drei Bildtafeln abgebildet. Links fliegt er mit Dämonen durch die Lüfte und wird, erschöpft und bewusstlos, von Gefährten über eine Brücke getragen. Hier wird das „Unterwegs sein“, die Lebensreise als solche thematisiert. Auf dem Mittelbild haust Antonius in einer halb zerfallenen Burgruine und wird während seines frommen Gebets von einem wilden, dämonischen Geschehen umtost, an dem der Teufel persönlich teilnimmt. Eine teuflische Buhlerin schmiegt sich hauteng an den Mönch, ihr Kopftuch wird vom Wind zerzaust. Dämonen betätigen sich als Brandstifter und sind mit ganzer Kraft dabei, ein Dorf in Schutt und Asche zu legen. In den Lüften tummeln sich „unreine“ Tiere und martialische Fluggeräte. Rechts hält der Mönch ein Buch in der Hand, wendet dem Betrachter unergründlich lächelnd den Blick zu und wendet sich damit von den Versuchungen ab, denen er „ausgeliefert“ ist. So lockt eine nackte Frau, die aus einem hohlen Baumstamm hervor lugt, mit ihren Reizen.
Bosch präsentiert insgesamt eine fromme „Halluzination“, eine schattenhafte, ganz und gar vom „Bösen“ besessene Traumwelt, in der es scheinbar kein Entrinnen vor den Zumutungen von Krieg, Gewalt und Ausschweifungen gibt. Der einzige diesseitige „Ausweg“ aus dieser irdischen Hölle wird zaghaft und schemenhaft im oberen linken Bildfeld angedeutet: Ein Schiff mit geblähtem weißen Segel scheint, ganz nah am Bildrand, in eine andere, möglicherweise bessere Welt aufzubrechen.
Die Interpretation der einzelnen Bildmotive ist umstritten und lässt viel Raum für Spekulationen. So wird der attraktive junge Mann in der Bildmitte, der einem schweinsköpfigen Ritter zuprostet und sich von einer geisterhaften Frau begleiten lässt, als Teufel gedeutet, der den Hexensabbat anführt und mit dem Kelch eine „Schwarze Messe“ zelebriert. Wollust und Völlerei toben sich aus. Dagegen gerät die Meditation des Antonius vor dem Gekreuzigten fast völlig aus dem Blick. Das fahle Licht des Abendsterns trifft auf Jesus. Alttestmentarische Szenen finden sich auf Reliefs an der brüchigen Fassade der Burgruine, etwa der Tanz um das Goldene Kalb und Moses, wie er die Zehn Gebote vom Berg Sinai herab trägt. Christliche Bildmotive werden dämonisch umgedeutet: Die Heiligen Drei Könige sind hier als berauschte Dämonen auf Krügen reitend zu sehen, Maria und Josef, ebenfalls gespenstisch verfremdet, sitzen statt auf einem Esel auf einer monströsen Ratte. Die tiefgreifende Verunsicherung und die beklemmenden Ängste der Alten Welt im Zeitalter der Entdeckungen werden deutlich, wenn der begnadete Satiriker Bosch sein Triptychon mit Heuchlern, Scheinheiligen, Brutalen, Unmäßigen und Koketten bevölkert. Wesen in der Luft werden als Sinnbilder der Vergänglichkeit gedeutet, sollen auf Quecksilber hinweisen. Alle vier Elemente der antiken Lehre (Feuer, Wasser, Erde und Luft) werden von Bosch meisterhaft inszeniert. Auch Sinnsprüche sind effektvoll in Bilder umgesetzt, etwa „Große Fische fressen kleine Fische“. Außerdem illustriert Bosch teils überraschend texttreu die literarische Vorlage von Athanasius, etwa, wenn er das Antonius nachgesagte Zitat „Mag ein Heer mich belagern, mein Herz wird nicht verzagen“ auf der Mitteltafel als Lemuren-Aufmarsch deutet.
Medizinhistoriker wollen auf der Mitteltafel des Lissaboner Altars außerdem Beispiele für Ergotismus entdeckt haben, auch als Antoniusfeuer bekannt, eine Mykotoxikose (Vergiftung durch Mutterkornalkaloide im verseuchten Getreide). Gemeint ist der sitzende „Mann mit hohem Hut“ links unterhalb der zentralen Szene mit dem Teufel. Auf einem weißen Tuch vor dem offenbar Amputierten ist ein abgefaulter Fuß zu sehen, möglicherweise das traurige Zeichen eines vom Mutterkorn-Verzehr erzeugten Wundbrandes.
Kunstkritiker verweisen darauf, dass Antonius bei Bosch im Unterschied zu den Interpretationen vieler anderer Künstler nicht unmittelbar und körperlich von Spukgestalten gequält wird. Vielmehr zeigt sich der Mönch auf allen Abbildungen in kontemplativer Ruhe, einzige Ausnahme ist sein Flug mit den Dämonen.

## Datierung
Der österreichische Kunstkritiker Ludwig von Baldass datierte das Triptychon auf die Jahre 1505/06 und zählte es somit zu den reifen Spätwerken des 1516 gestorbenen Bosch. Der ungarisch-amerikanische Kunstexperte Charles de Tolnay ermittelte aufgrund seiner Stil-Analyse eine frühere Entstehungszeit um 1490, jedenfalls eine Schaffensphase vor dem Triptychon Garten der Lüste und dem Heuwagen.

## Provenienz
Möglicherweise erwarb der portugiesische Gesandte und Humanist Damião de Góis das Bild während seines Aufenthalts in Flandern (1523–1544), wo er für König Johann III. tätig war. Nach seiner Rückkehr soll Góis das Triptychon dem päpstlichen Nuntius Giovanni Ricci da Montepulciano geschenkt haben. Ob es in die Hände der Inquisition geriet, ist umstritten. Nach 1550 soll das Werk in der Obhut des spanischen Königs Philipp II. gewesen sein, der es allerdings auch auf anderen Wegen erworben haben könnte. So erbte er einige Bosch-Gemälde von seinem Vater Karl V. und kaufte weitere der Witwe eines Höflings (Felipe de Guevara) ab. Insgesamt 13 Bosch-Werke bewahrte der König ab 1574 im Escorial-Palast auf, darunter wahrscheinlich auch die Versuchung des Heiligen Antonius. Durch Schenkung der spanischen Königsfamilie soll das Werk nach Portugal gekommen sein. Jedenfalls ist das dreiteilige Altarbild seit Mitte des 19. Jahrhunderts im Palácio das Necessidades in Lissabon nachweisbar, von wo es 1912 in den Palácio Nacional da Ajuda kam, bis es ein Jahr später der Sammlung des Museu Nacional de Arte Antigua einverleibt wurde.

## Film
- Die Versuchung des heiligen Antonius, 1501, Hieronymus Bosch. (OT: La tentation de Saint Antoine, 1501, Jérôme Bosch.) Dokumentarfilm, Frankreich, 2015, 26:01 Min., Buch: Yves Nilly, Regie: Carlos Franklin, Produktion: Les Poissons Volants, arte France, RMN – Grand Palais, Réseau Canopé, Reihe: Hundert Meisterwerke und ihre Geheimnisse (OT: Les petits secrets des grand tableaux), Erstsendung: 4. September 2016 bei arte, Inhaltsangabe von ARD.